# Smells Like Bleach: A Punk Tribute to Nirvana
Smells Like Bleach: A Punk Tribute to Nirvana è un album pubblicato nel 2001 come album di tributo al gruppo grunge americano Nirvana. Quest'album è composto di varie cover di brani famosi dei Nirvana da parte di gruppi punk. Il titolo è una fusione tra Smells Like Teen Spirit, il nome di una delle più famose canzoni dei Nirvana, e Bleach, il loro album d'esordio.

## Tracce
1. Come as You Are (The Vibrators) – 3:50
2. Smells Like Teen Spirit (Blanks 77) – 3:33
3. Stay Away (U.K. Subs) – 2:49
4. On a Plain (Agent Orange) – 2:23
5. Breed (Total Chaos) – 2:56
6. Negative Creep (Dee Dee Ramone) – 2:53
7. Lithium (Vice Squad) – 4:11
8. Something in the Way (Burning Brides) – 2:57
9. Scentless Apprentice (Flipper) – 4:10
10. All Apologies (D.O.A.) – 3:07
11. Aneurysm (Dr. Know) – 4:34
12. Dive (I.C.U.) – 3:39

## Informazioni
- Tracce 1-5, 7-8 da Nevermind.
- Tracce 9-10 da In Utero.
- Traccia 6 da Bleach.
- Traccia 11-12 da Incesticide.

## Crediti[2]
- Paul Rooney - produzione, missaggio
- Dave Thompson - note